# Óscar Ruggeri
Óscar Alfredo Ruggeri, född 26 januari 1962 i Rosario, är en argentinsk före detta professionell fotbollsspelare (mittback) och är numera tränare. Ruggeri blev i VM 1986 världsmästare med det argentinska landslaget.
Ruggeri inledde proffskarriären i början av 1980-talet i Boca Juniors där han var lagkamrat med bland annat Maradona. 1985 flyttade han till lokalkonkurrenten River Plate och 1988 gick flyttlasset till Europa där han 1988-90 spelade för Real Madrid CF. Efter spel i italienska ligan och Mexiko återvände Ruggeri 1994 till Argentina. Mellan 1990 och 1991 spelade han i hemlandet för CA Vélez Sársfield.
Ruggeri deltog i tre VM-slutspel (VM 1986, VM 1990, VM 1994). Ruggeri avslutade landslagskarriären efter VM 1994 med 97 landskamper. Ruggeri slutade spela på elitnivå 1997.